# الرحلة الوثائقية
الرحلة الوثائقية هي فلم وثائقي، برنامج تلفزيوني أو سلسة عبر الأنترنت , تّصٍف الرحلات بشكل عام أو لجذب السياح من دون التوصية بصفقة أو شركة سياحية معينة. فيلم قصة الرحلات هو إحدى الأنواع الاولية للرحلات الوثائقية، حيث يعمل كعمل الافلام الاستكشافية الإثنوغرافية( الواقعية ). أعدت الأفلام الإثنوغرافية للمتفرجين ليروا النصف الآخر متصلاَ بالعالم بعلاقة نسبية. كما فسرتها اليسون غريفيث في مذكرتها فإن هذه الأفلام عبارة عن مشهد لرؤية ما وراء الاختلافات الثقافية. قبيل عام 1930 كان من الصعب ايجاد الاهمية في الأفلام الوثائقية في سينما هوليوود , لكن ثلاثينيات القرن الماضي حققت تغير في تاريخ هذه الأفلام بالإضافة إلى شعبية صانعي الأفلام المستقلين.
تم تقديم هذا النوع من قبل العديد من برامج التلفاز مثل عبر البحار السبعة والتي عرضت قصص عن السفر مقدمة من

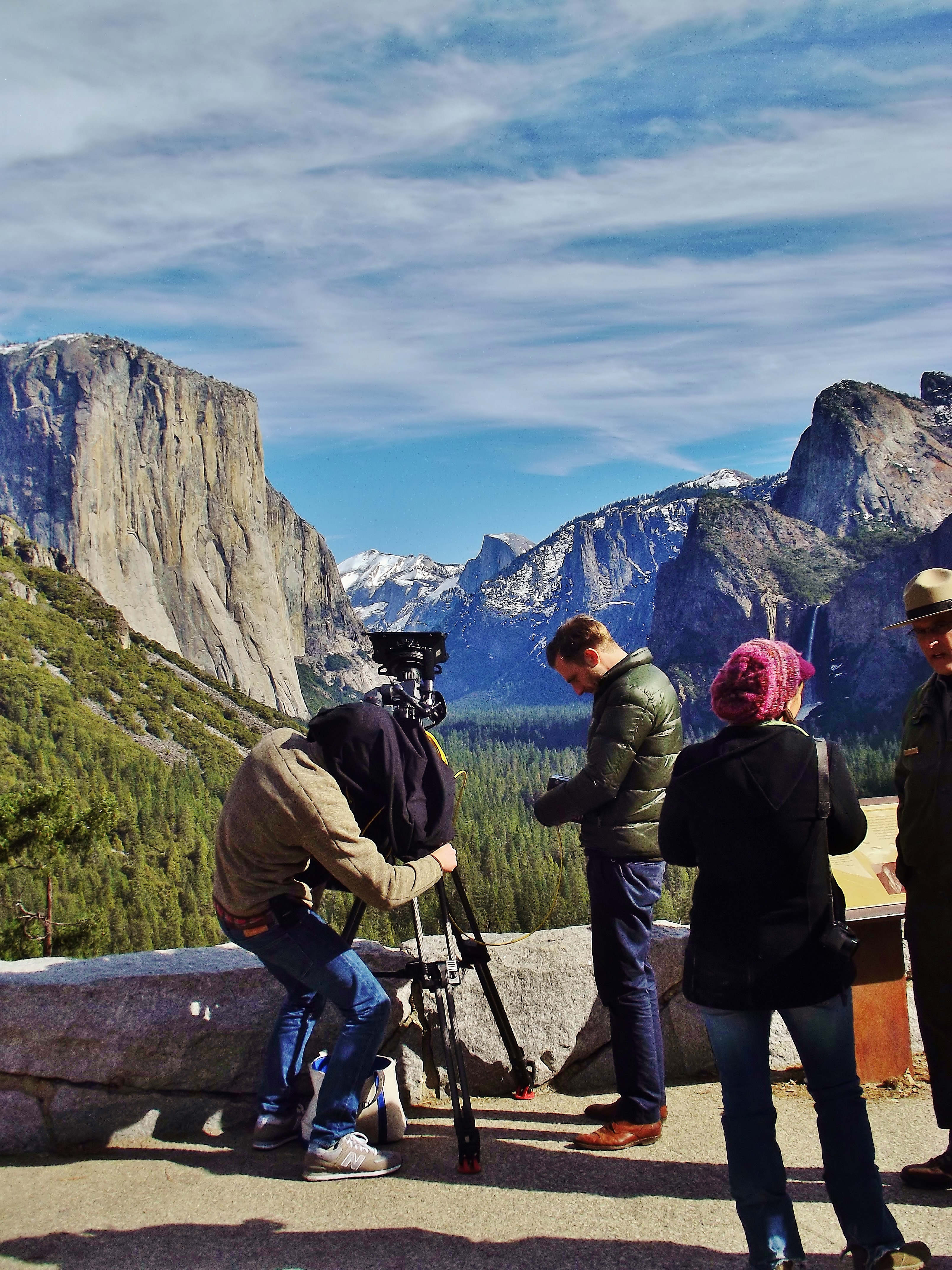
قناة سفر تصور وادي يوسيميتي

قِبل أطراف أخرى عن طريق العروض المتجولة من حين لآخر في المسارح وغيرها من الأماكن للمسافرين.
الممثل والكوميدي البريطاني مايكل بالين قدم العديد من المسلسلات الخاصة في هذا النوع بدئاَ من مسلسل حول العالم في 80 يوماَ (1989).
لدى البرامج التلفزيونية العديد من عروض السفر من ضمنها تلك التي يقدمها كل من ريك ستيفز وبيرت وولف.

## التاريخ

### قصص السفر
منذ أواخر القرن التاسع عشر، استخدمت قصص السفر لكي تقدم لعامة الجمهور وسيلة لمراقبة مختلف البلدان والثقافات. تُعتبر قصص السفر شكلاً من أشكال السياحة الافتراضية أو الرحلات  الوثائقية، حيث قُدِمت غالباً كمحاضرات تروي الأفلام المصاحبة والصور. تستند قصص السفر على تجربة شخصية لشخص ما يسافر عبر المناظر الطبيعية وفي سياقات الأفلام الإنثوغرافية حيث توجد شخصية رئيسية  على طول القصة.
تُعرف قصص السفر بأنها أفلام واقعية حيث تجعل من مكان ما موضعها الرئيسي. غالباً ما يعرضون الأدوات السينمائية ولقصص السفر رواية مفتوحة. تَنقل الأفلام النموذجية الطبيعة الخلابة التي تجذب المشاهدين نحو الاتصال العاطفي من خلال الشخصيات وطريقة إلقاء القصة.
يبلغ طول قصص السفر حوالي 80 دقيقة، متضمنتاً اثنين من البكرات ذوات ال 1000 قدم و 16 ملم من الأشرطة,  مع استراحة في الوسط لتبديل البكرات. رئيس قصص أفلام السفر لكن ليس صانع الأفلام بشكل دائم يقوم بالعادة بتقديم كل شريط، ويطلب إخفات الإضاءة  ومن ثم يسرد الفلم مباشرتاً من على خشبة المسرح. يتم تقديم المسلسلات الخاصة بالسفر غالبا في أشهر الشتاء وقد بيعت على أساس الاشتراك في المدن الصغيرة والمتوسطة الحجم. حين إذ يستطيع الرعاة لقاء المتحدث شخصياً بعد انتهاء العرض.
مع تقدم السينما، يتألف معيار برامج الأفلام التي تقدمها معظم دور العرض من فيلم روائي طويل مصحوب بنشرة إخبارية وموضع قصير إضافي واحد على الأقل، والذي قد يتخذ شكل رواية سفر، كوميديا, رسوم متحركة, أو فيلم عن موضوع مادة تعليمية مبتكرة. تطورت قصص السفر من أجل إدراج الجولات السينمائية والتي كانت عبارة عن أصوات منسقة، وصور متحركة بالإضافة إلى الحركة الميكانيكية لتحاكي البيئة الافتراضية للسفر. المسرح الطائر، والذي يحاكي جولة في منطاد الهواء الساخن وكذلك المسرح العائم الذي يمثل رحلات البحر، أصبحا عوامل جذب رئيسية في المعارض العالمية والمحلية.
قصص السفر في يومنا هذا قد تُسرد مباشرتاً أو عبر التسجيل الصوتي، في بعض الاحيان تسجيل صوتي متزامن يضم الموسيقى وكذلك صوت الموقع نفسه. وغالباً ما يتم تنفيذ العروض في الصالات الرياضية للمدارس أو في صالة عرض مدنية، الغرف المتعددة الأغراض في مراكز الكبار، النوادي الخاصة والمحافل المسرحية. كانت قصص السفر مصدراً شعبياً لجمع التبرعات لمنظمات الخدمة المجتمعية المحلية الغير ربحية مثل كيوانيس ونادي الأسود ونواد الروتاري  و منضمة (ضمن اخرين) والعديد من النوادي المماثلة والتي تستضيف عروض قصص الافلام على مدى عقود.